# Capilla de Santa Gemma (Tandil)
La Capilla Santa Gemma es una capilla ubicada en una ladera del cerro El Calvario en Tandil, Argentina construida en devoción a Santa Gemma Galgani. Es el primer santuario erigido en América en devoción a dicha santa.

## Historia
Fue inaugurada el 12 de enero de 1947, y es un proyecto del artista Alejandro Bustillo y de los arquitectos Rocha y Martínez Castro. Se trata de una donación de la señora Elena Santamarina de Saquier en memoria de su esposo Eduardo Saquier.
La obra fue dirigida por Valentin Zamolo. El altar, el confesionario, paredes y piso son de granito de la zona, tallados por los artesanos Pedro Pedrotti
y Jose Pisculich. El techo es de pizarra francesa. Jose Santiago Berna construyó dos relieves con vitraux que muestran azucenas a los lados del altar.
Según expresó José de España en 1948:

Por este nuevo Templo, por este Calvario y por muchas cosas que ya se dibujan en el porvenir, la hermosa e inolvidable ciudad de Tandil se está convirtiendo, cada vez más, en el Varallo de América

## Galería de imágenes

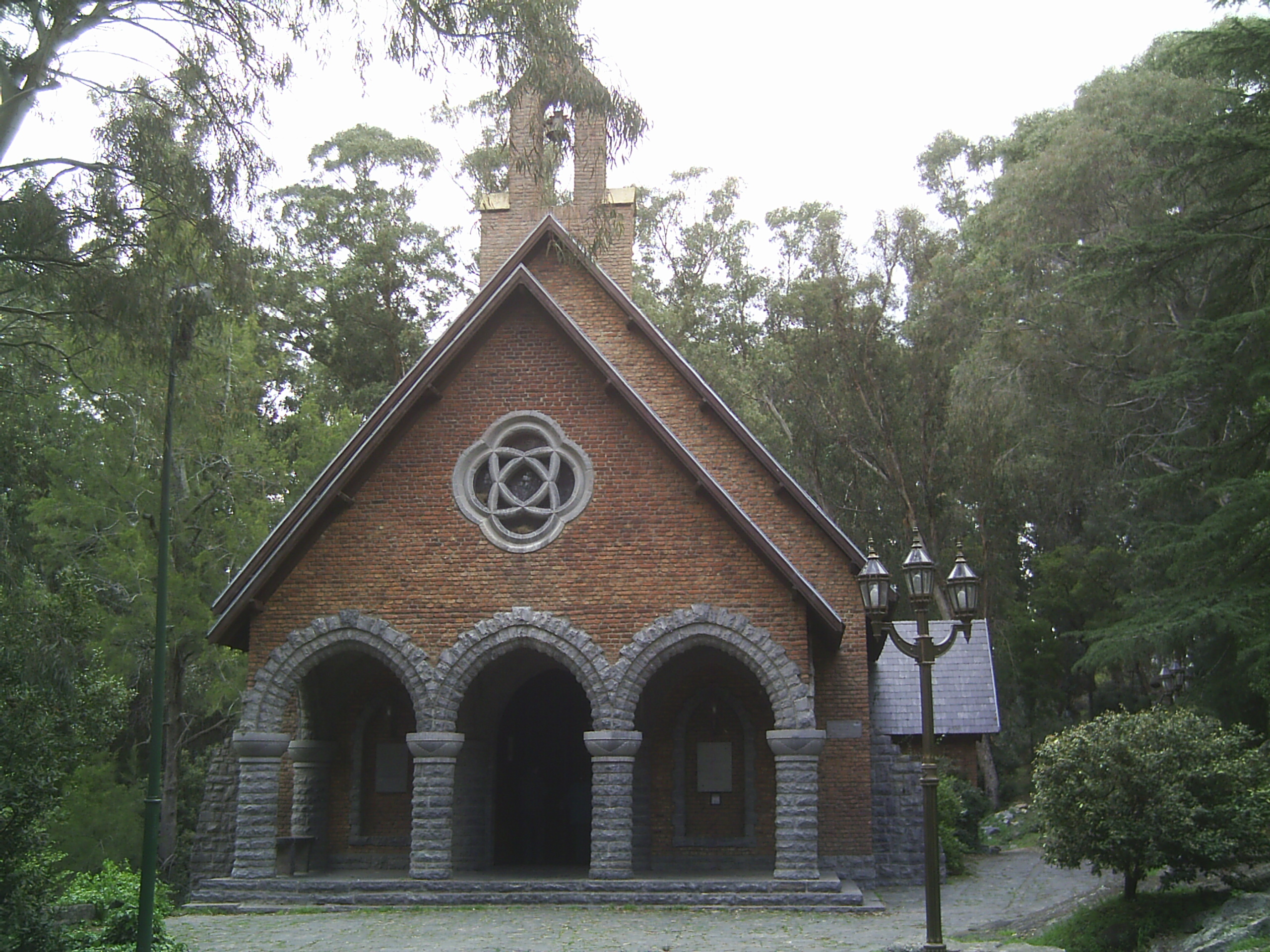
Vista de la Capilla Santa Gemma del Calvario
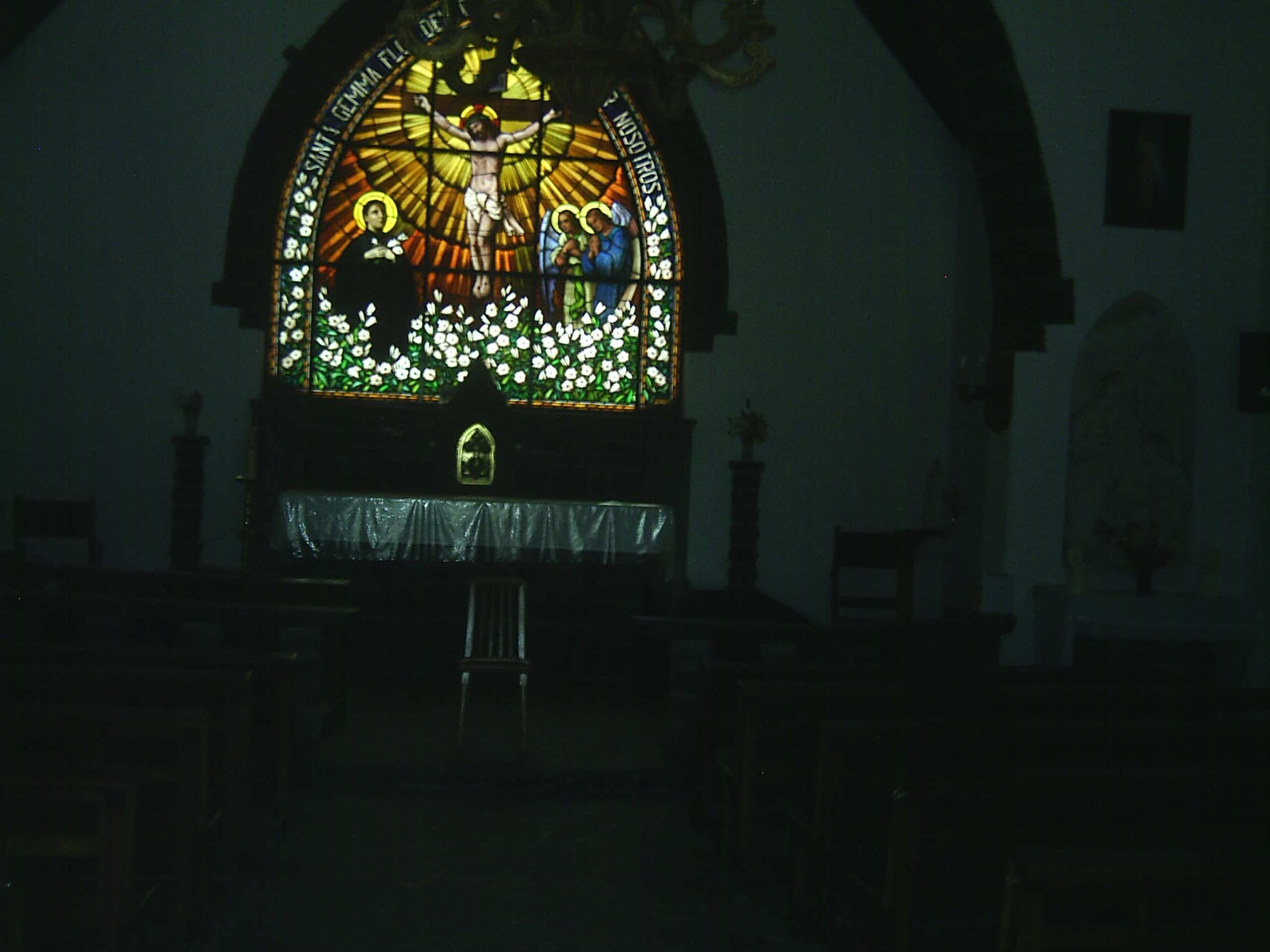
Altar mayor de la Capilla Santa Gemma
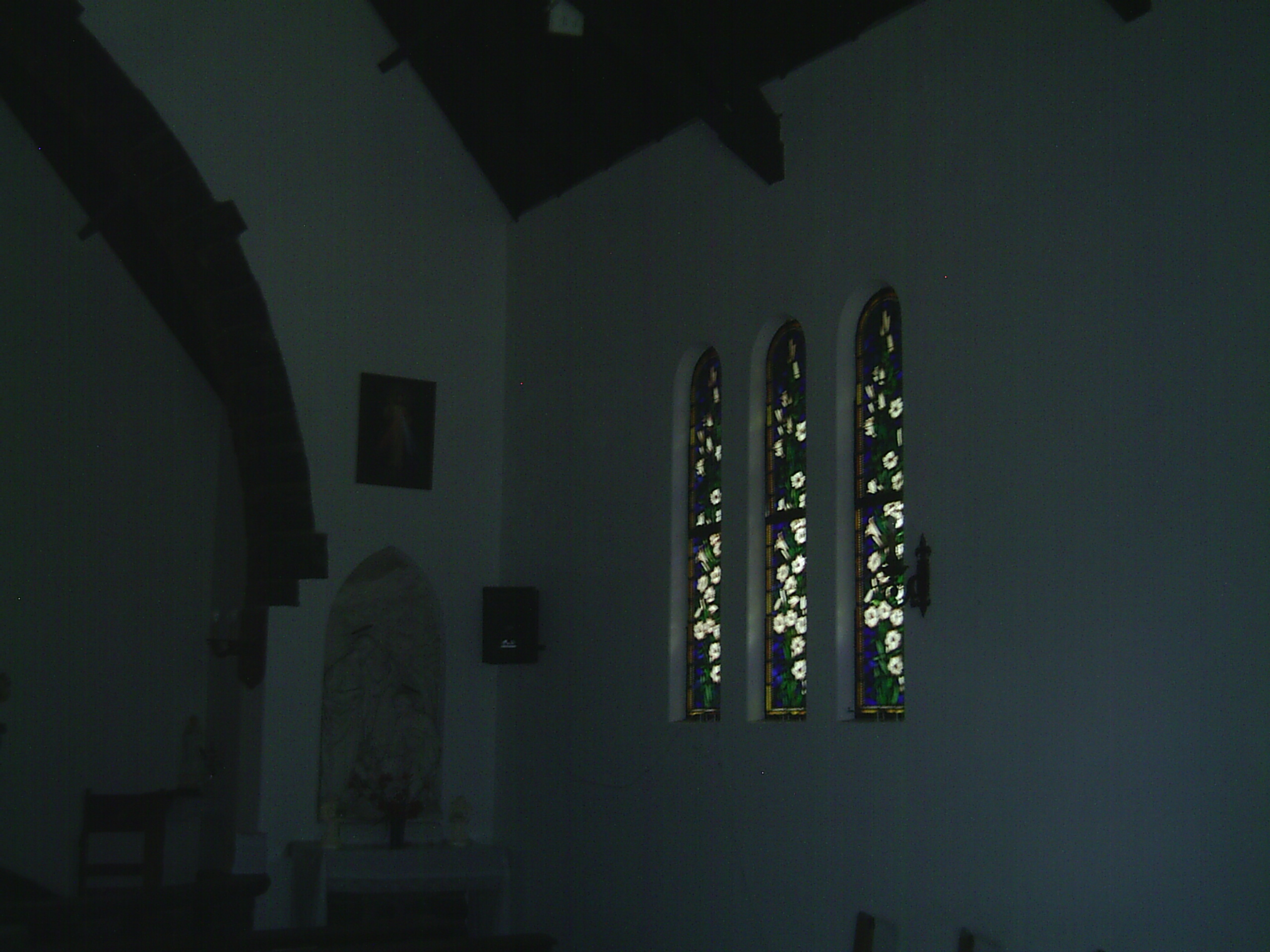
Vitraux del interior de la Capilla Santa Gemma del Calvario
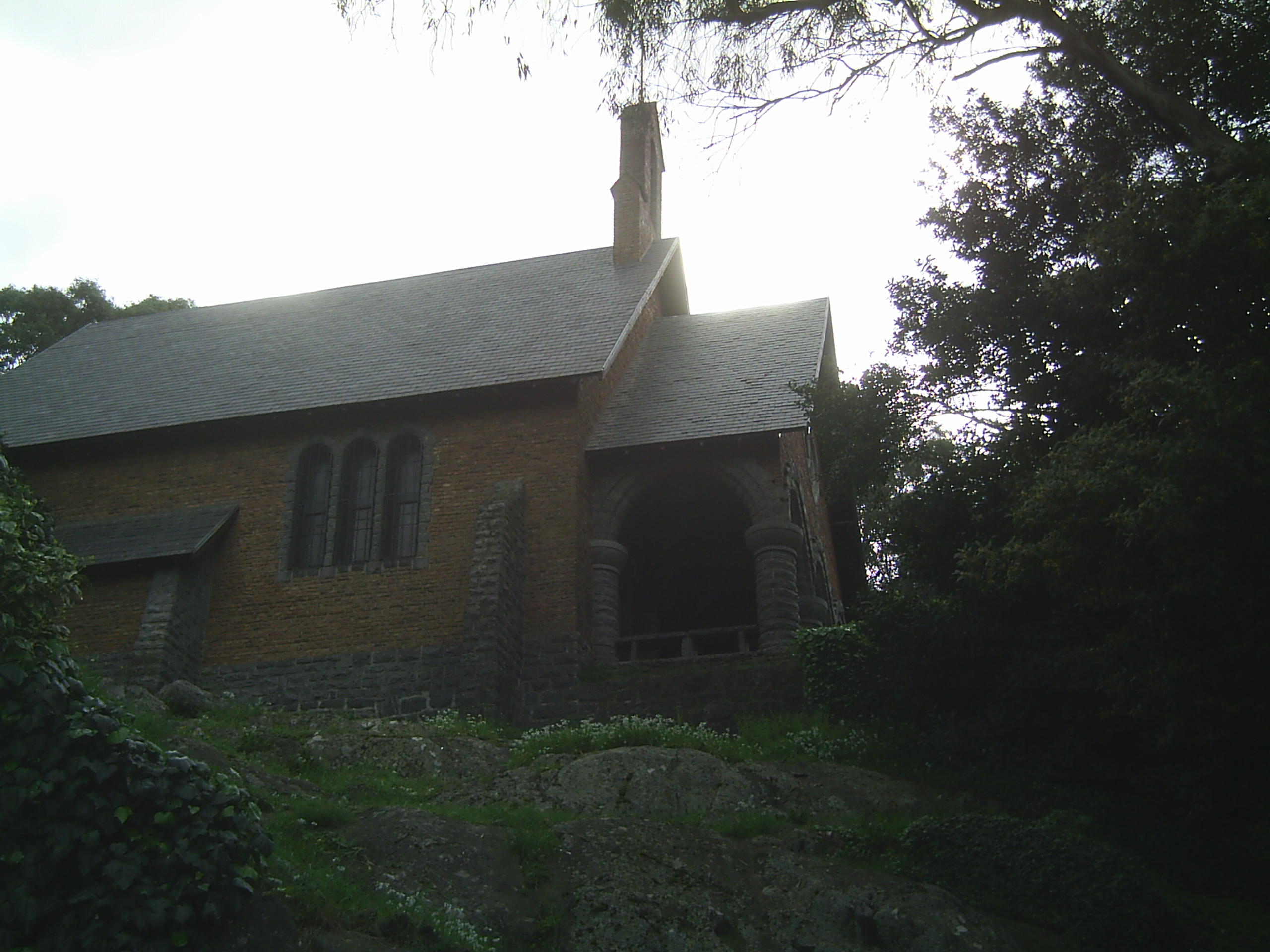
Vista tomada de atrás de la Capilla Santa Gemma